# 薇姬·布丽特
薇姬·布丽特（英語：Vicky Bullett，1967年10月4日—），美国女子篮球运动员。她曾获得1988年夏季奥运会女子篮球比赛金牌和1992年夏季奥运会女子篮球比赛铜牌。她也参加了1990年女子篮球世锦赛，同样获得冠军。